# Rolf Jahn (Fußballspieler)

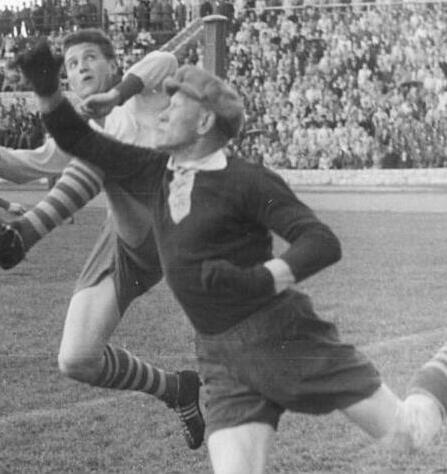
Jahn 1957 für Turbine Erfurt

Rolf Jahn (* 8. Oktober 1927 in Apolda; † 3. Mai 2001 in Birstein) war ein deutscher Fußballtorhüter.

## Sportliche Laufbahn
Rolf Jahn begann seine Laufbahn beim 1. SV Jena. Nach dem Zweiten Weltkrieg und anschließender vierjähriger Kriegsgefangenschaft spielte er ab 1950 in der ersten Mannschaft von Motor Jena. Dort bestritt er 21 Spiele in der DDR-Oberliga und 46 Spiele in der zweitklassigen DDR-Liga. 1954 wechselte Jahn zum amtierenden DDR-Meister Turbine Erfurt und war dort maßgeblich am Gewinn des zweiten Meistertitels im Jahr 1955 beteiligt. In 24 Spielen gab es auch dank seiner Paraden nur 21 Gegentore für die Erfurter. Bis 1959 bestritt er insgesamt 128 Oberligaspiele für Erfurt. Nach dem Abstieg im Jahr 1959 beendete er seine aktive Karriere.
Nachdem er bereits mehrere Spiele in der B-Auswahl der DDR bestritten hatte, kam er am 27. Oktober 1957 zu seinem einzigen Einsatz in der Fußballnationalmannschaft der DDR. Vor 110.000 Zuschauern verlor die DDR in Leipzig das WM-Qualifikationsspiel gegen die CSR mit 1:4 und war damit ausgeschieden.

„Vier Monate später sind die WM-Träume nach Niederlagen in Brno und Cardiff geplatzt, Janos Gyarmati beginnt mit dem Neuaufbau der Nationalmannschaft. Gegen die Tschechoslowakei in Leipzig – diesmal gibt es 640.000 Kartenvorbestellungen – steht zum ersten Mal Rolf Jahn im Tor. Gyarmati hält große Stücke auf den Erfurter. In der Oberliga liefert er Woche für Woche Glanzparaden ab. Die Stürmer schießen ihn berühmt. Jahrelang hat sich der ehrgeizige Thüringer nur für diesen Tag geschunden. Jetzt ist er am Ziel. Doch der gefeierte Torwart ist nicht wieder zu erkennen. Rolf Jahn lässt die einfachsten Bälle passieren. Kommen die Tschechen auch nur in Strafraumnähe, schreien die 120.000 Zuschauer auf. Wie kann Gyarmati so einen ‚Fliegenfänger‘ in den Kasten stellen? ‚Normalerweise hätte Rolf zwei, drei Dinger halten müssen. Während des Spiels dachte ich: Warum greift der nur immer daneben?‘ Georg Buschner wird leise, als würde er sich fast 50 Jahre später bei Rolf Jahn entschuldigen wollen. Was die Zuschauer nicht wissen und selbst der Mannschaft verborgen bleibt: Der Keeper ist schwer verletzt. Seit der zehnten Minute kann er sich vor Rückenschmerzen kaum noch bewegen. Doch eine Auswechslung war damals noch nicht möglich. Nach dem Spiel, das die DDR 1:4 verliert, stellen die Ärzte im Krankenhaus einen Einriss am vierten Lendenwirbel fest. Rolf Jahn spielt nie wieder Fußball.“

1961 zog Rolf Jahn noch vor dem Mauerbau nach Hessen. Dort arbeitete er als Lehrer und war Trainer bei verschiedenen unterklassigen Vereinen.